# Craig McDonald (écrivain)
Pour les articles homonymes, voir Craig McDonald (homonymie) et MacDonald.
Craig McDonald, né le 16 juillet 1962 à Columbus dans l’Ohio, est un journaliste, éditeur et écrivain américain, auteur de roman policier .

## Biographie
Éditeur et journaliste, Craig McDonald est membre de la société Mystery Writers of America. 
Il amorce sa carrière d'écrivain en publiant des nouvelles dans plusieurs magazines et recueils, dont le Mississippi Review et Dublin Noir (recueil établi sous la direction de Ken Bruen).
Son premier roman, La Tête de Pancho Villa (Head Games, 2007) est finaliste pour quatre prix aux États-Unis (prix Edgar-Allan-Poe, prix Anthony, Gumshoe Award et CrimeSpree). La traduction française paraît aux éditions Belfond en septembre 2009.
Craig McDonald vit à Columbus dans l'Ohio, avec sa femme et ses deux filles.

## Œuvre

### Série Hector Lassiter
1. One True Sentence, New York, St. Martin's Minotaur, 2011, 336 p. (ISBN 978-0-312-55438-5) Publié en français sous le titre La Phrase qui tue, traduit par Étienne Menanteau, Paris, Éditions Belfond, Belfond noir, 2012 (ISBN 978-2-7144-5133-0)
2. Forever's Just Pretend, 2014
3. Toros & Torsos, Neenah, WI, USA, Bleak House Books, 2008, 398 p. (ISBN 978-1-60648-000-7) Publié en français sous le titre Rhapsodie en noir, traduit par Pierre Reignier, Paris, Éditions Belfond, Belfond noir, 2010 (ISBN 978-2-7144-4603-9) ; réédition, Paris, 10/18 no 4439, 2011,  (ISBN 978-2-264-05404-3)
4. The Great Pretender, 2014
5. Roll the Credits, 2014
6. The Running Kind, 2014
7. Head Games, 2014
8. Print the Legend, New York, St. Martin's Minotaur, 2010, 352 p. (ISBN 978-0-312-55437-8) Publié en français sous le titre On ne meurt qu'une fois, traduit par Étienne Menanteau, Paris, Éditions Belfond, Belfond noir, 2011 (ISBN 978-2-7144-4698-5)
9. Death In the Face, 20155
10. Three Chords & The Truth, 2016

### Série Chris Lyon
1. Parts Unknown , 2012
2. Carnival Noir, 2013
3. Cabal, 2013
4. Angels of Darkness, 2013

### Autres romans
- El Gavilan, Madison, WI, USA, Tyrus Books, 2011, 432 p. (ISBN 978-1-4405-3191-0)

### Nouvelles
- Devil’s in the Details (2005)
- Rope a Dope dans Dublin Noir : The Celtic Tiger Vs. the Ugly American, New-York, Ken Bruen (ed.), Akashic Books, 2006, 228 p. (ISBN 978-1-888451-92-4, lire en ligne)

### Autres publications
- Secrets of the Code : The Unauthorized Guide to the Mysteries Behind The Da Vinci code, New-York, Dan Burstein (ed.), Vanguard Press, 2004, 373 p. (ISBN 978-1-59315-022-8), « A Collision of Indiana Jones and Joseph Campbell (Interview de Dan Brown) », p. 334-339
- Art in the Blood : Crime Novelists Discuss the Craft, Rockville, MD, USA, Point Blank, 2006, 232 p. (ISBN 978-0-8095-6279-4)Interviews de 20 auteurs majeurs de romans policiers
- Rogue Males : Conversations & Confrontations About the Writing Life, Neenah, WI, USA, Bleak House Books, 2009, 300 p. (ISBN 978-1-60648-036-6)Autres interviews